# Henri Sauguet

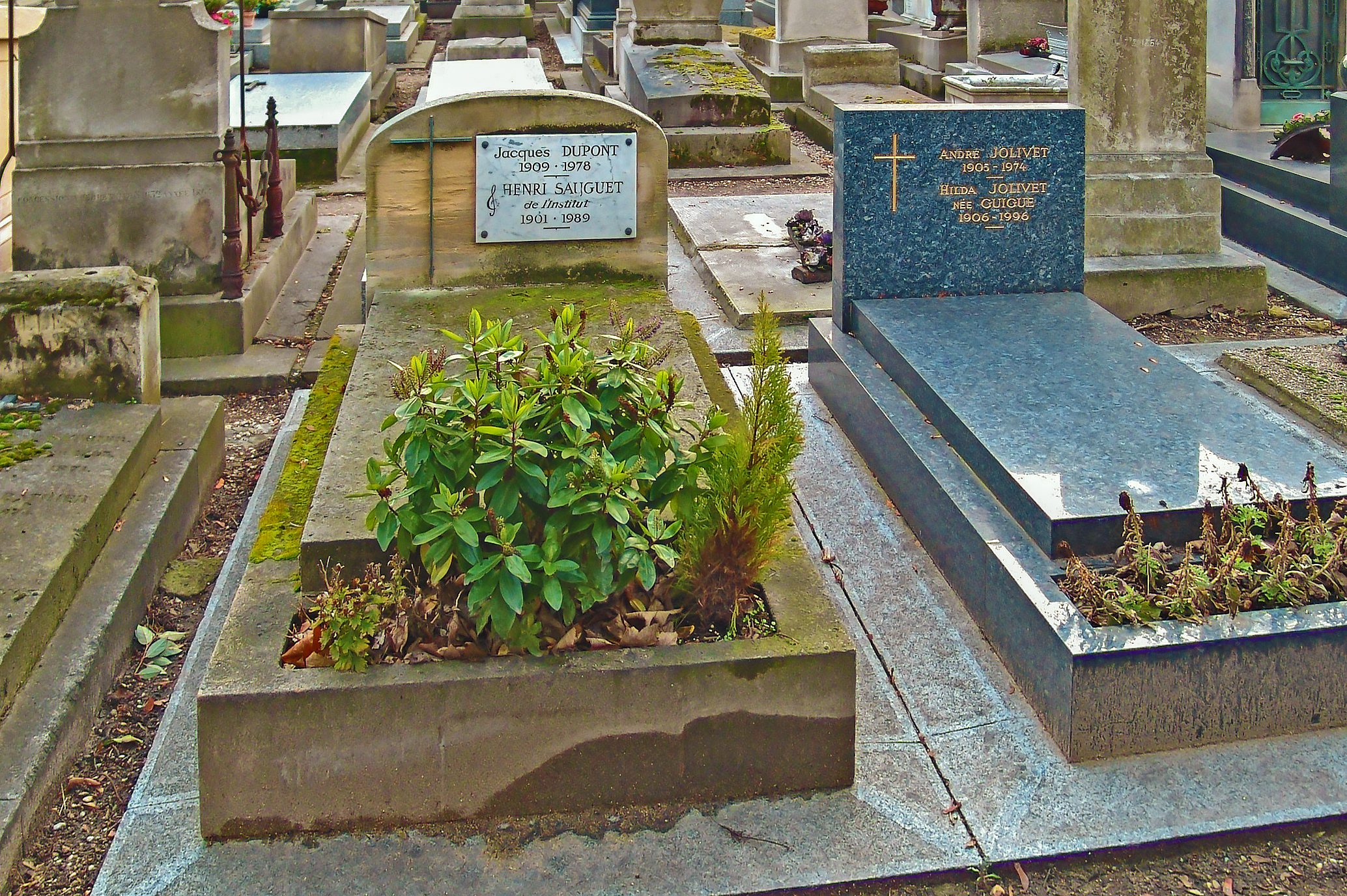
Sauguets graf, naast dat van André Jolivet

Henri Sauguet (Bordeaux, 18 mei 1901 - Parijs, 22 juni 1989), was een Frans componist. Zijn ware naam was Henri-Pierre Poupard, hij gebruikte later zijn moeders meisjesnaam als zijn pseudoniem.

## Levensloop
Sauguet begon met pianospelen toen hij vijf jaar was. Hij kreeg eerst van zijn moeder Elisabeth en van Marie Brodier les. Later gaf Madame Loureau de Pagesse (de organiste van de Sainte-Eulalie Kerk in Bordeaux) hem les. Geestelijke muziek en met name orgelarrangementen zouden hem voor de rest van zijn leven beïnvloeden.
Omdat zijn vader in 1914 gemobiliseerd werd was hij gedwongen al jong in zijn eigen levensonderhoud te voorzien. Hij kreeg een baantje bij de prefectuur van Montauban in 1919 en 1920 en in die tijd vormde zich een vriendschap met Joseph Canteloube. Samen verzamelden en harmoniseerden ze traditionele liederen onder de titel Chants d'Auvergne (Liederen uit Auvergne).
Nadat hij terugkeerde naar Bordeaux vormde hij de Groupe des Trois (de Groep van Drie) met Louis Emié en Jean-Marcel Lizotte, in de hoop de beste muziek ooit te vervaardigen. Hun eerste concert vond plaats op 12 december 1920. Het concert begon met een uitvoering  van de Groupe des Six (Georges Auric, Louis Durey, Arthur Honegger, Germaine Tailleferre, Darius Milhaud en Francis Poulenc), gevolgd door "Erik Satie en de Groupe des Trois met Henri Sauguet", waarbij Sauguet zijn Danse nègre en Pastorale pour piano speelde.
In oktober 1921, aangemoedigd door Darius Milhaud, verhuisde Sauguet naar Parijs om verder te studeren bij Charles Koechlin. Hij werkte in die tijd ook als secretaris in het Musée Guimet. In 1923 richtten vier jonge musici - Henri Pawl-Pleyel, Roger Desormière, Maxime Jacob en Henri Sauguet - de École d'Arcueil (de school van Arcueil) op. Met steun van Satie, die voortdurend van invloed was op Sauguet, had de school hun eerste concert op 25 oktober 1923 in het Théâtre des Champs-Élysées.
In 1924 liet Erik Satie Sauguet kennismaken met Serge Diaghilev, de flamboyante impresario van Les Ballets Russes. Drie jaar later produceerde Diaghilevs gezelschap het ballet La Chatte (De vrouwelijke kat) op muziek van Sauguet. De première was in Monte Carlo op 30 april 1927. Dit ballet gaat over een jonge man die verliefd wordt op een poes, die door interventie van Aphrodite een menselijke gestalte had gekregen. Wanneer beiden de liefde bedrijven kan de katvrouw - wanneer ze een muis in het vizier krijgt- het niet laten de muis achterna te zitten, waardoor ze weer in een poes verandert.
Henri Sauguet overleed in Parijs en werd begraven op de begraafplaats in de wijk Montmartre.

## Composities
Een selectie van werken van Sauguet:
- Trois françaises (piano), 1923
- Pianosonate in D-majeur, 1926
- La chatte (ballet), 1927
- La chartreuse de Parme (opera), 1927-36, gereviseerd in 1968
- La contrebasse (opera), 1930
- Strijkkwartet nr. 1, 1941
- La gageure imprévue (opera), 1942
- Les mirages (ballet), 1943
- Les forains (ballet), 1945
- Symphonie expiatoire 1945
- Trio (hobo, klarinet en fagot), 1946
- Strijkkwartet nr. 2, 1948
- Visions infernales (zangstem en piano), 1948
- Mouvement de coeur (basstem en piano), 1949
- Symfonie nr. 2 "Allégorique", 1949
- Les caprices de Marianne (opera), 1954
- Symfonie nr. 3 "I.N.R.", 1955
- Le chant pour l'oiseau qui n'existe pas, 1957
- Pie Jesu Domine (koor en orgel), 1957
- L'oiseau a vu tout cela (cantate), 1960
- Concert des mondes souterrains (twee piano's), 1961-63
- L'espace du dedans (basstem en piano), 1965
- Poèmes à l'autre moi (zangstem en piano), 1965
- Sonatine bucolique (altsaxofoon en piano), 1966
- Symfonie nr. 4 "Du troisiè âge", 1971
- Je sais qu'il existe (basstem en piano), 1973
- Pour regarder Watteau (klavecimbel), 1975
- Six pièces facile (fluit en gitaar), 1975
- Sept chansons d'alchimiste (zangstem en piano), 1978
- Strijkkwartet nr. 3, 1979
- Sonate crépusculaire (viool en piano), 1981
- Ombres sur Venise (piano), 1986

## Discografie
Een selectie met opgenomen werken:
- L'oiseau a vu tout cela (Arion, 1993)
- Complete Piano Works (Discover, 1994)
- Symphonies Nos. 3 and 4 (Marco Polo, 1995)
- Works for Two Pianos (Arcobaleno, 1995)
- Chamber Music. Vol. 2 (Sonpact, 1996)
- Symphony No. 1 (Marco Polo, 1996)
- Symphony No. 2 (Marco Polo, 1997)
- Concert No. 1 in Mineur voor piano en orkest (Le Chant du Monde?)